# 洛根斯波特 (路易斯安那州)
洛根斯波特（英語：Logansport）是美国路易斯安那州下属的一座城市。根据2010年美国人口普查，该市有人口1,555人。建置上，属于“town”。